# Сеннозид
Сенна гликозид, также известный как Сеннозиды или Сенна, — слабительное лекарство от запора и для опорожнения толстой кишки перед операцией. Действие основано на увеличения секреции жидкости и сужения толстой кишки.
Сеннозиды относятся к группе растений Сенны. В растительной форме он использовался, по крайней мере, начиная с 700-х годах нашей эры. Продукты распада вещества действуют в качестве раздражителей на стенки кишки, стимулируют секрецию жидкости и перистальтику. Химически препарат является антрахиноном и производным димерных гликозидов.

## Применение
Принимают один раз в день перед сном. Препарат противопоказан при кишечной непроходимости, воспалении кишечника (болезнь Крона), язвенном колите, аппендиците и болях в животе неясной этиологии. Нежелателен при аллергии на антрахиноны. Возможны негативные эффекты: боль в животе или спазмы, диарею, тошнота и рвота.